# Măng leo

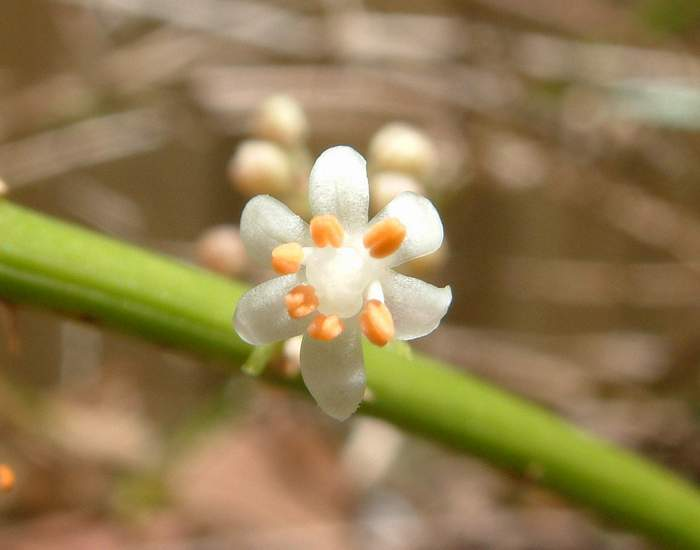
Hoa măng leo

Măng leo hay măng bàn tay, thủy tùng (danh pháp: Asparagus setaceus) là loài thực vật có hoa trong họ Măng tây. Loài này được (Kunth) Jessop mô tả khoa học đầu tiên năm 1966.

## Hình ảnh

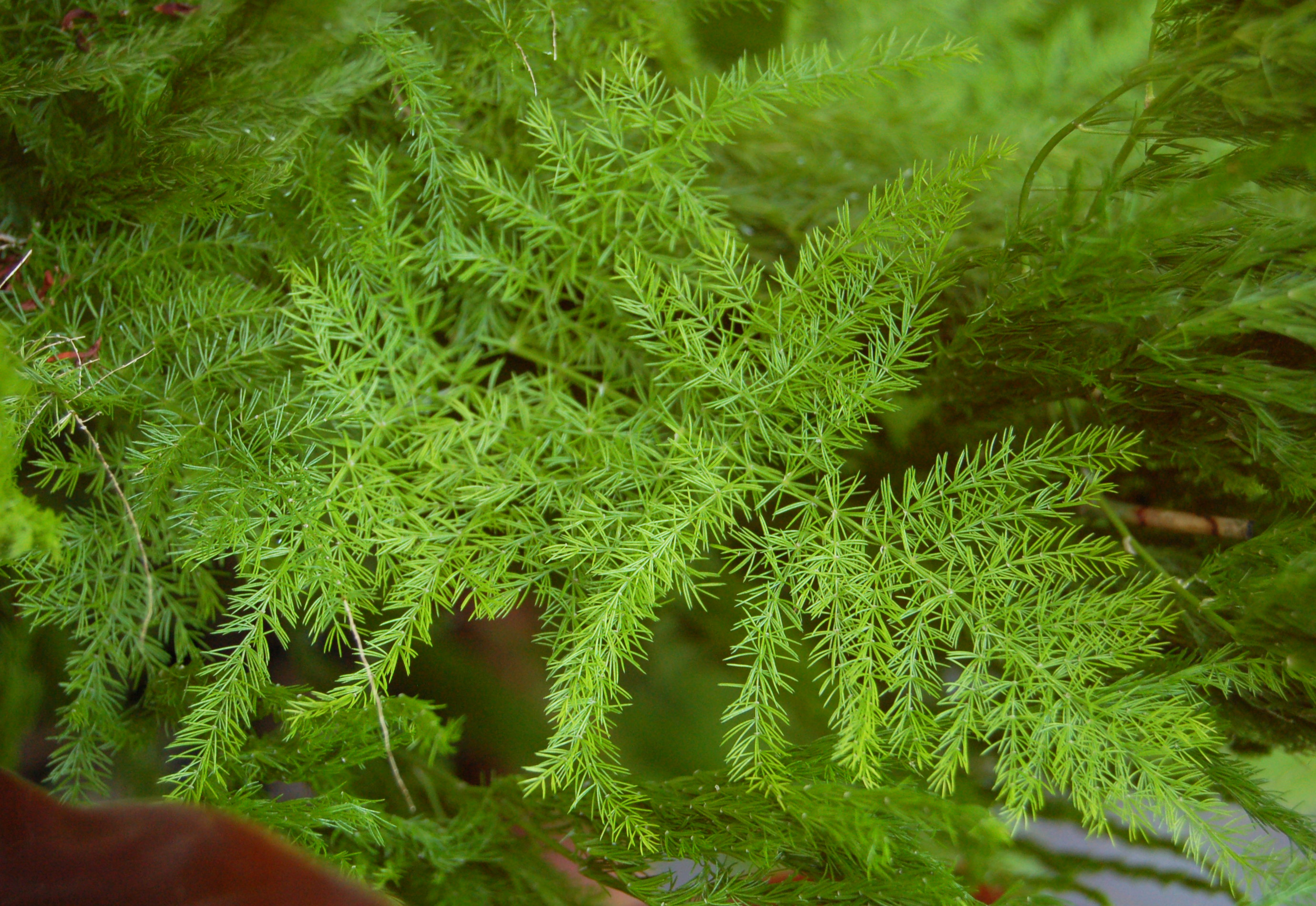
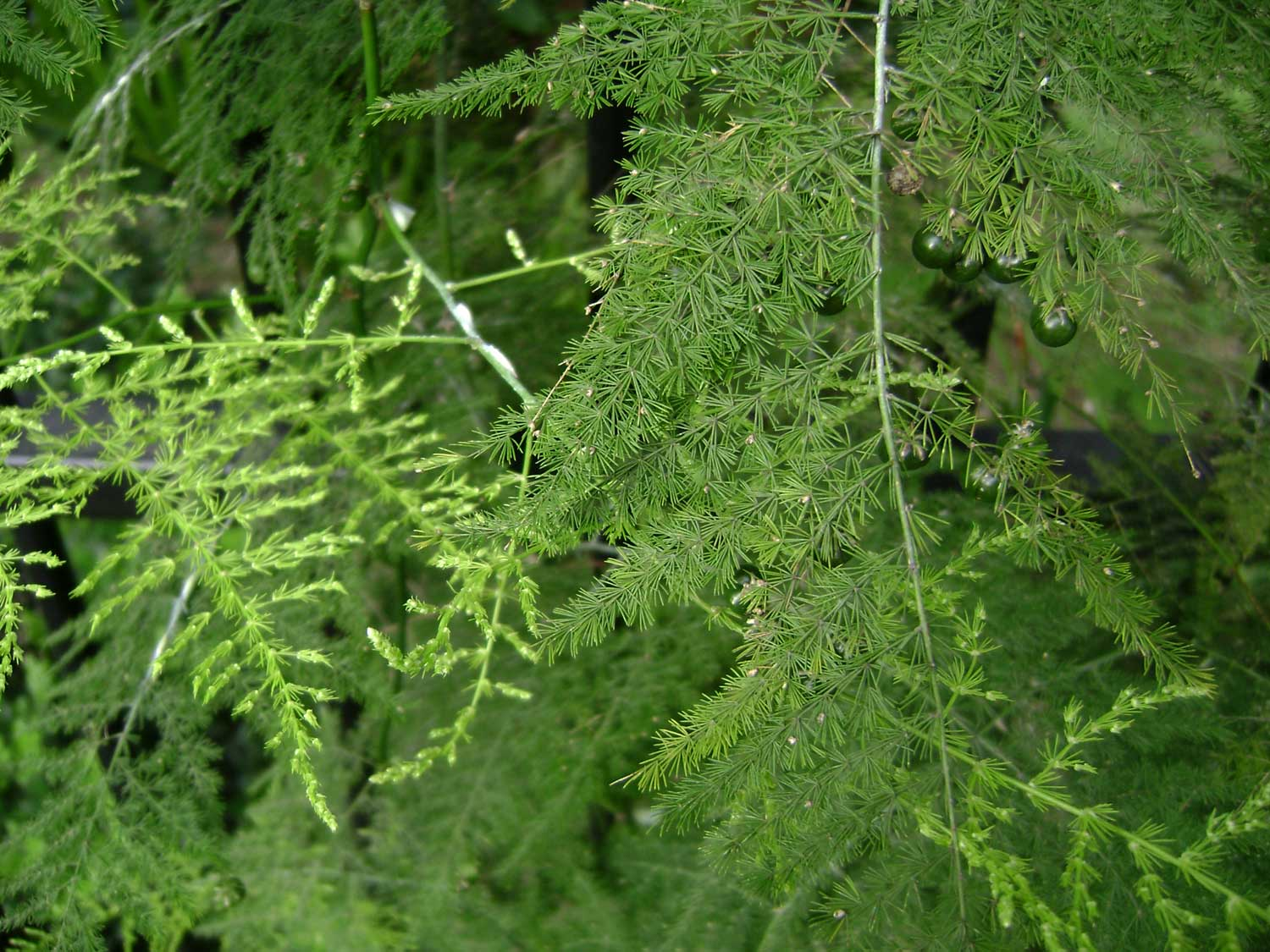
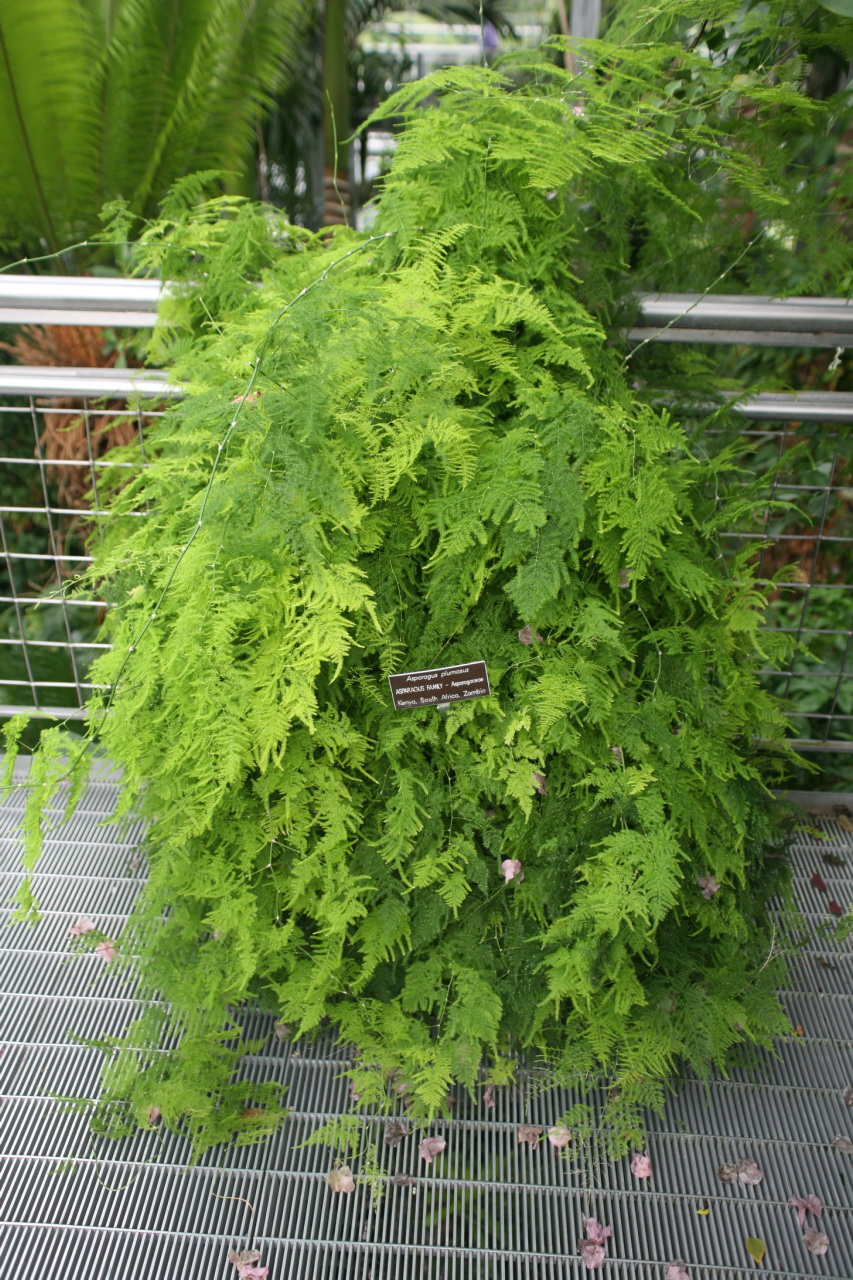
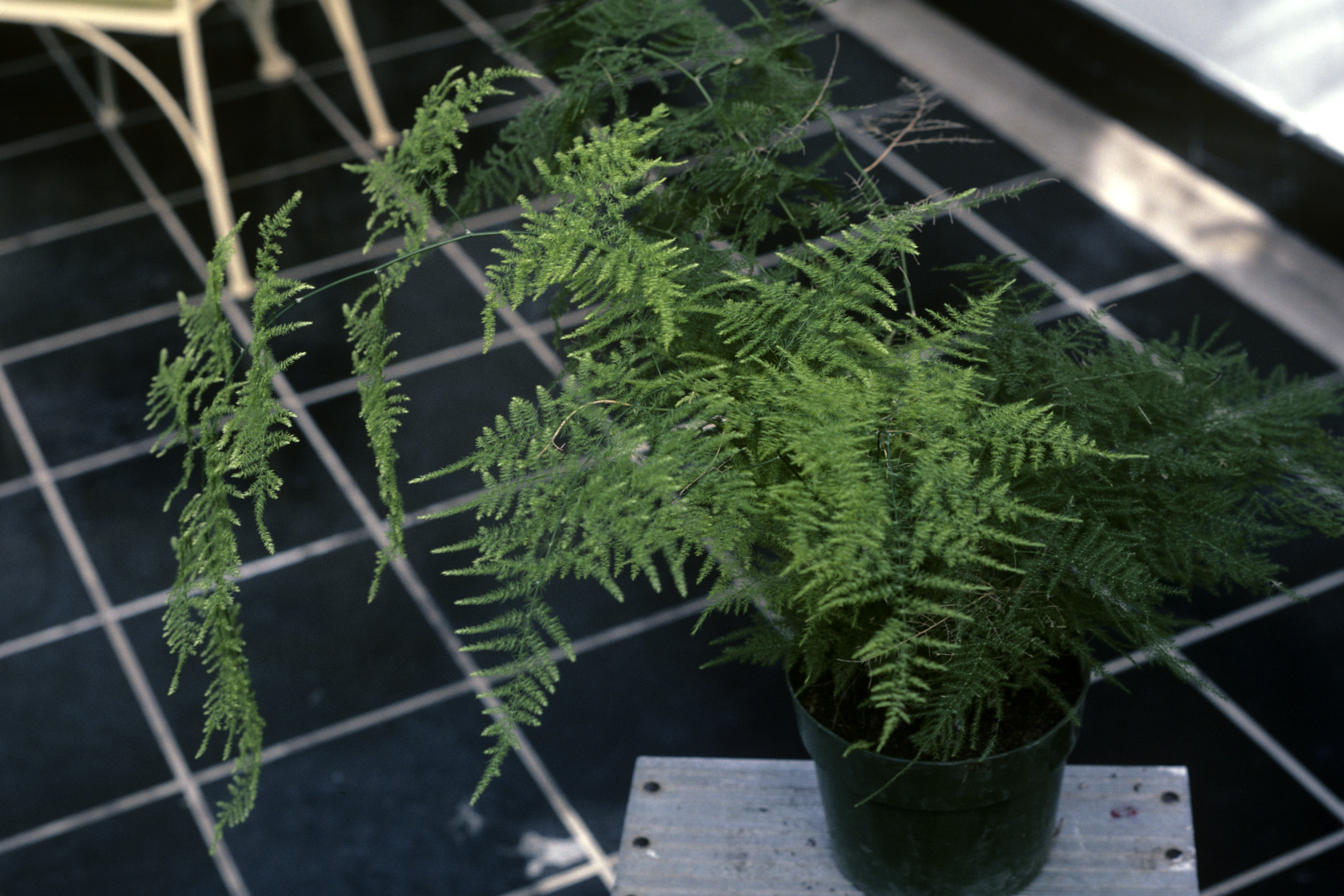